# Mala vas (pri Kamnu), Škocjan v Podjuni
Mala vas (nemško Kleindorf II) je naselje v Občini Škocjan v Podjuni v Okraju Velikovec na Koroškem v Avstriji.